# NGC 3904
NGC 3904 ist eine elliptische Galaxie vom Hubble-Typ E2 im Sternbild Wasserschlange am Südsternhimmel. Sie ist schätzungsweise 62 Millionen Lichtjahre von der Milchstraße entfernt. Sie ist Mitglied der fünf Galaxien zählenden NGC 3923-Gruppe (LGG 255).
Das Objekt wurde am 7. März 1791 von Wilhelm Herschel entdeckt.